# Melormenis dipuncta
Melormenis dipuncta är en insektsart som beskrevs av Caldwell och Martorell 1951. Melormenis dipuncta ingår i släktet Melormenis och familjen Flatidae. Inga underarter finns listade i Catalogue of Life.